# 丁黼
丁黼（1166年—1236年）字文伯，号延溪。南宋石埭（安徽石台县）人。
淳熙十四年（1187年）进士，初授崇德县尉，转升為州录事参军，擔任余杭知县，再迁太仆寺簿。嘉熙元年，被聘为参议官。嘉定中期，丁黼在餘杭得到陳正卿之《風俗通義》藏本，與館中本、孔復君本互相參校，“始可句讀”，並於夔州付梓刊行。嘉定十六年（1223年），官军器监，人称“丁大监”。著有《延溪集》五十卷、《六经辨证疑阁》和《诸史精考》等。多次上書言大臣不法事。
端平三年（1236年，窝阔台汗八年），爲四川制置使兼工部侍郎，知成都府。是年蒙古分三路大軍進攻南宋，東路攻淮颺，中路攻襄樊，西路走四川；六月，元军闊端和穆直会师汉州（今四川广汉），逼近成都，十八日进至城北驷马桥，成都承平日久，不知兵革，官吏“犹晏然”，“居民皆纵观”，赵彦呐率三萬人退至夔门（今重庆奉节），成都府所部士兵不足千人，幕客杨栋盡取珍宝而去。十九日，丁黼率僅存兵力至石筍橋，鞑兵四合，被射死於成都城西南。死後其部下王翊抗蒙，十月二十六日，王翊投井殉難。
有六世孫丁洪。

## 延伸阅读
[在维基数据编辑]
 《宋史/卷454》，出自脱脱《宋史》